# باول أرشيبالد برينت
باول أرشيبالد برينت (بالإنجليزية: Paul Archibald Brent)‏ هو موسيقي أمريكي، ولد في 4 مارس 1907، وتوفي في 11 مارس 1997.